# Прыгункова, Елизавета Сергеевна
Елизавета Сергеевна Прыгункова (30 ноября 1929, Бежица, Брянский округ, РСФСР, СССР — 23 марта 2020, Брянск) — доярка совхоза «Мичуринский» Тимирязевского района Северо-Казахстанской области, Казахская ССР. Герой Социалистического Труда (1971).

## Биография
Родилась в 1929 году в крестьянской семье в г. Бежица Брянского района.
С 1964 по 1974 года — доярка совхоза «Мичуринский» Тимирязевского района.
Досрочно выполнила задания Восьмой пятилетки (1966—1970) и собственные социалистические обязательства. Указом Президиума Верховного Совета СССР «О присвоении звания Героя социалистического Труда передовикам сельского хозяйства Казахской ССР» от 8 апреля 1971 года за выдающиеся успехи, достигнутые в развитии сельскохозяйственного производства и выполнении пятилетнего плана продажи государству продуктов земледелия и животноводства удостоена звания Героя Социалистического Труда с вручением ордена Ленина и золотой медали «Серп и Молот».
В июле 1974 года возвратилась в Брянскую область.